# Katastrofa lotu TACA Airlines 390
Katastrofa lotu TACA Airlines 390 – wypadek lotniczy samolotu Airbus A320-223, należącego do TACA Airlines, do którego doszło 30 maja 2008 w Tegucigalpa w Hondurasie. W wyniku wypadku śmierć poniosło 5 osób (3 osoby na pokładzie samolotu i 2 osoby na ziemi).

## Wypadek
Po wylądowaniu na pasie startowym 02 na lotnisku Tegucigalpa mimo uruchomieniu obu odwracaczy ciągu i aktywowaniu spojlerów, samolot przekroczył pas startowy z prędkością 100 km/h, przeciął nasyp i uderzył w drogę obok lotniska.

## Pasażerowie i załoga
Lista osób przebywających na pokładzie samolotu:
| Obywatelstwo      | Pasażerowie | Załoga | Razem |
| ----------------- | ----------- | ------ | ----- |
| Honduras          | 60          | 5      | 65    |
| Kostaryka         | 9           | –      | 9     |
| Argentyna         | 8           | –      | 8     |
| Gwatemala         | 7           | –      | 7     |
| Stany Zjednoczone | 5           | –      | 5     |
| Salwador          | 3           | 1      | 4     |
| Meksyk            | 3           | –      | 3     |
| Nikaragua         | 3           | –      | 3     |
| Brazylia          | 2           | –      | 2     |
| Kanada            | 2           | –      | 2     |
| Kolumbia          | 2           | –      | 2     |
| Gruzja            | 1           | –      | 1     |
| Hiszpania         | 1           | –      | 1     |
| Niemcy            | 1           | –      | 1     |
| Urugwaj           | 1           | –      | 1     |
| Włochy            | 1           | –      | 1     |
| Nie ustalono      | 14          | –      | 14    |
| Razem             | 109         | 6      | 115   |

## Ofiary
Na pokładzie samolotu zginęły 3 osoby: kapitan D'Antonio, żona ambasadora Brazylii w Hondurasie, który sam został ranny oraz prezes Środkowoamerykańskiego Banku Integracji Gospodarczej. Ranni zostali m.in. ambasador Fraser Neele i były szef sił zbrojnych Hondurasu.
Dwie osoby zginęły na ziemi, wśród nich taksówkarz, który przebywał w jednym z trzech pojazdów zmiażdżonych przez samolot.
| Obywatelstwo | Pasażerowie | Załoga | Ofiary na ziemi |
| ------------ | ----------- | ------ | --------------- |
| Honduras     | –           | –      | 2               |
| Brazylia     | 1           | –      | –               |
| Nikaragua    | 1           | –      | –               |
| Salwador     | –           | 1      | –               |

## Dochodzenie
Władze Hondurasu przekazały badanie wypadku Urzędowi Lotnictwa Cywilnego Salwadoru, zgodnie z Konwencją o międzynarodowym lotnictwie cywilnym. W raporcie stwierdzono, że samolot wylądował przy wietrze tylnym o prędkości 12 węzłów (22 km/h), 400 metrów od przesuniętego końca pasa startowego. Ponieważ był to pierwszy przystanek pośredni w długim locie transkontynentalnym, samolot zbliżał się do górnej granicy masy do lądowania (63,5 t w porównaniu z maksymalnym dopuszczalnym 64,5 t). Ponadto pas startowy był mokry z powodu przejścia burzy tropikalnej Alma.
Urząd Lotnictwa Cywilnego stwierdził, że przyczyną wypadku była niewłaściwa decyzja załogi o kontynuowaniu lądowania pomimo niezastosowania się do standardowych procedur i oceny. Przyczyniły się również lądowanie samolotu z dużą prędkością 160 węzłów (300 km/h).